# Reldia
Reldia é um género botânico pertencente à família Gesneriaceae. É originário da América.
O género foi descrito por Hans Joachim Wiehler e publicado em Selbyana 2: 124. 1977. A espécie-tipo é Reldia alternifolia Wiehler.
Trata-se de um género reconhecido pelo sistema de classificação filogenética Angiosperm Phylogeny Website.

## Etimologia
O género foi nomeado em honra de Robert Louis Dressler (1927 -), um orquidólogo e biólogo floral, também interessado na família Gesneriaceae.

## Espécies
- Reldia alternifolia
- Reldia calcarata
- Reldia grandiflora
- Reldia minutiflora
- Reldia multiflora
- Reldia veraguensis